# Szatki
Szatki – wieś w Polsce położona w województwie kujawsko-pomorskim, w powiecie włocławskim, w gminie Choceń.
Wieś duchowna, własność kapituły włocławskiej, położona była w II połowie XVI wieku w powiecie brzeskokujawskim województwa brzeskokujawskiego. W latach 1975–1998 miejscowość administracyjnie należała do województwa włocławskiego. Według Narodowego Spisu Powszechnego (III 2011 r.) liczyła 110 mieszkańców. Jest 26. co do wielkości miejscowością gminy Choceń.